# Jillie Cooper

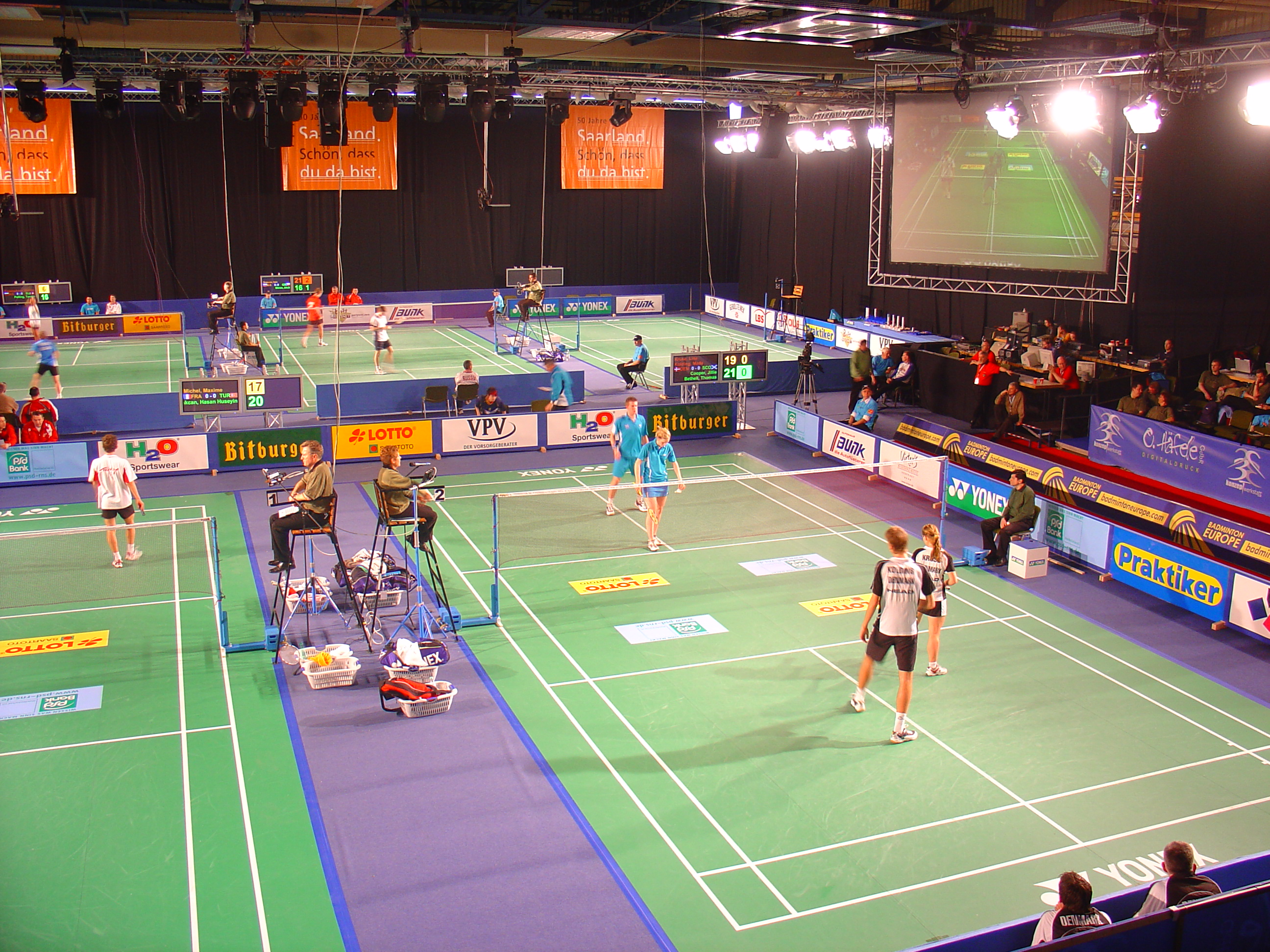
Jillie Cooper mit Thomas Bethell im Spiel gegen Mads Pieler Kolding und Line Kruse.

Jillie Cooper (* 9. Mai 1988 in Edinburgh) ist eine schottische Badmintonspielerin. 

## Karriere
Jillie Cooper siegte 2005 bei den Juniorenmeisterschaften in Schottland im Mixed mit Thomas Bethell. 2008 gewann sie bei den Welsh International sowohl Mixed- als auch Damendoppelkonkurrenz. Im gleichen Jahr war sie bei den Scottish Open im Doppel mit Mariana Agathangelou erfolgreich. Bei der Badminton-Europameisterschaft 2008 wurde sie Fünfte im Mixed. 2009 siegte sie erstmals bei den schottischen Meisterschaften.

## Sportliche Erfolge
| Saison | Veranstaltung                       | Disziplin   | Platz | Name                                 |
| ------ | ----------------------------------- | ----------- | ----- | ------------------------------------ |
| 2005   | Schottland: Juniorenmeisterschaften | Mixed       | 1     | Thomas Bethell / Jillie Cooper       |
| 2008   | Welsh International                 | Mixed       | 1     | Watson Briggs / Jillie Cooper        |
| 2008   | Welsh International                 | Damendoppel | 1     | Mariana Agathangelou / Jillie Cooper |
| 2008   | Scottish Open                       | Damendoppel | 1     | Mariana Agathangelou / Jillie Cooper |
| 2008   | Europameisterschaft                 | Mixed       | 5     | Watson Briggs / Jillie Cooper        |
| 2009   | Schottische Meisterschaft           | Damendoppel | 1     | Imogen Bankier / Jillie Cooper       |